# Облога Константинополя (1422)
Обло́га Константино́поля — третя облога, здійснена османськими військами столиці  Візантії в 1422 році.

## Передумови
Візантійський імператор Мануїл II Палеолог протягом правління султана Мехмеда I зберігав гарні стосунки з Османською державою. Після смерті останнього 1421 року візантійці вирішили втрутитися в боротьбу за трон між Османами, підтримавши претендента Мустафу, брата Мехмеда I, проти іншого Мурада. Допомогу Візантії в цьому також надала Венеційська республіка. Втім перемогу здобув Мурад II, який вирішив помститися візантійцям.
У 1422 році Мануїла II розбив параліч, і йому довелося передати більшість офіційних обов'язків своєму старшому синові Іоанну VIII. У квітні та напочатку червні останній намагався замиритися з османським султаном, але марно.

## Перебіг подій
Османські війська підійшли до Константинополя 10 червня. Вже 15 червня основні війська на чолі із султаном блокували усі підступи до міста. Тут вперше османськими військами було застосовано облогові гармати. Водночас почалася облога іншого важливого міста Візантійськоїх імперії — Фессалонік.
Протягом облоги прибували постійні підкріплення для османів. До Константинополя венеційці спрямували критських найманців. Імператор Мануїл II знову звернувся до дипломатії, спровокувавши повстання в Малій Азії Кучук-Мустафи, брата султана Мурада II. В свою чергу Іоанн VIII відповідав за оборону стін від ворога.
24 серпня почався загальний штурм Константинополя. Бій тривав цілий день й завершився відступом турків, що втратили більше 1 тис. вбитими і пораненими, візантійці — 300 вбитими і 100 пораненими. 26 серпня Венеція офіційно відмовилася допомогти Візантії, запропонувавши себе як посередника при укладанні миру з Османською імперією. 6 вересня облога була знята.

## Наслідки
1424 року імператор Іоанн VIII уклав мирний договір з султаном, відповідно до якого повинен був платити данину в 10 тис. золотих дукатів, віддавав йому деякі міста у Фракії. Водночас османські війська продовжили облогу Фессалонік, які було захоплено 1430 року.